# Juan Botella
Juan Botella Medina (ur. 4 lipca 1941 w Meksyku, zm. 17 lipca 1970 tamże) – meksykański skoczek do wody. Brązowy medalista olimpijski z Rzymu.
Zawody w 1960 były jego drugimi igrzyskami olimpijskimi, debiutował w 1956 jako piętnastolatek. Sięgnął po medal w skokach z trampoliny 3 m. W skokach z wieży był brązowym medalistą igrzysk panamerykańskich w 1959.
Jego brat Virgilio także był olimpijczykiem, reprezentantem kraju w piłce wodnej.